# Млечино
Млечино (болг. Млечино) — село в Болгарии. Находится в Кырджалийской области, входит в общину Ардино. Население составляет 354 человека.

## Политическая ситуация
В местном кметстве Млечино, в состав которого входит Млечино, должность кмета (старосты) исполняет Хидает Мустафа Али (Движение за права и свободы (ДПС)) по результатам выборов правления кметства.
Кмет (мэр) общины Ардино — Ресми Мехмед Мурад (Движение за права и свободы (ДПС)) по результатам выборов в правление общины.